# Will Calhoun
William "Will" Calhoun (* 22. července 1964) je americký bubeník, který je členem rockové skupiny Living Colour.

## Kariéra
Calhoun se narodil v Bronxu v New Yorku. Přesunul se do Bostonu, zde navštěvoval Berklee College of Music, kde absolvoval studium hudební produkce a inženýrství. Získal cenu Buddy Rich Jazz Masters za vynikající výkon jako bubeník.
Ačkoli nejlépe známý je jako bubeník rockové kapely Living Colour, Calhoun také hrál s Jungle Funk a HeadFake, nahrával jazzová alba jako kapelník a objevil se s Pharoah Sanders, BB King, Herb Alpert, Dr. John, Jaco Pastorius, Wayne Shorter, Marcus Miller, Public Enemy a Ronnie Wood. Hraje na "Crimson Deep" z alba "What Lies Beneath" finského symfonického metalového zpěváka Tarja. Je také členem hudební skupiny Stone Raiders.
Byl zvolen jako "Nejlepší nový bubeník roku 1988" čtenářským časopisem Modern Drummer, poté třikrát jako "progresivní bubeník číslo jedna"(1989, 1991 a 1992). Byl jmenován "Nejlepším bubeníkem 1990" kritiky časopisu Rolling Stone. Získal dvě ceny Grammy, jednu v roce 1989 za nejlepší hard rockový výkon skupiny, s Living Colour, pak opět za nejlepší Hard Rock představení s kapelou v roce 1990. Living Colour také získala mezinárodní rockovou cenu v roce 1991 pro Best Rock Band . Kromě bubnování napsal Calhoun také skladby "Pride", které se objevily v Time's Up a "Nothingness" od Stain.
Calhounovo bubnování zahrnuje různé stylistické vlivy a rozšiřující technologie. S Living Colours byl jedním z prvních bubeníků, který kombinoval pokročilé funkové a fúzní techniky s prvky hard rock a thrash metal. Často integroval bubny a basové drážky, etnické perkuse a vzorkování do svého hraní.

## Diskografie

### Solo
- 1995 Housework
- 1997 Drumwave
- 2000 Live at the Blue Note
- 2005 Native Lands
- 2013 Life in this World
- 2016 Celebrating Elvin Jones